# Phobetes sauteri
Phobetes sauteri är en stekelart som först beskrevs av Tohru Uchida 1932.  Phobetes sauteri ingår i släktet Phobetes och familjen brokparasitsteklar. Inga underarter finns listade i Catalogue of Life.